# Stefano Maier
Stefano Maier (* 4. Dezember 1992 in Offenbach am Main) ist ein deutscher Fußballspieler, der ab Sommer 2019 beim FC 08 Homburg unter Vertrag steht.

## Karriere
Stefano Maier begann in der F-Jugend von Eintracht Frankfurt mit dem Fußballspielen. Mit zwölf Jahren kam er durch Kontakte mit dem Offenbacher Mannschaftsbetreuer zu den Kickers Offenbach. Dort spielte er erfolgreich ab der C-Jugend. Mit der U-17 des Vereins trat er in der B-Jugend-Bundesliga Süd/Südwest an und war Kapitän des Kickers-Nachwuchses. Außerdem durfte er mit sechzehn Jahren erstmals in der U-19 antreten. Allerdings stiegen beide Mannschaften 2009 aus der jeweiligen Juniorenbundesliga ab, so dass er danach Regionalliga spielte.
2011 wechselte Maier von der Jugend in die U-23. Dort war der Innenverteidiger Stammspieler und zeigte eine überzeugende Leistung, so dass er am 15. Spieltag erstmals im Kader der ersten Mannschaft in der 3. Liga stand und auch gleich zu seinem ersten Profieinsatz kam. Mit seiner Einwechslung in den Schlussminuten verteidigte der OFC seinen knappen 2:1-Heimsieg gegen den Tabellenzweiten SSV Jahn Regensburg.
Im Sommer 2018 verließ er den OFC nach 13 Jahren und wechselte zum FC Viktoria Köln in die Regionalliga West. Mit Viktoria Köln wurde Maier Meister der Regionalliga und stieg in die 3. Liga auf. Im Sommer 2019 wechselte Maier zum FC 08 Homburg zurück in die Regionalliga Südwest.

## Titel und Erfolge
- 3.-Liga-Aufstieg und Meister der Regionalliga West 2018/19 mit Viktoria Köln